# Campionati mondiali di maratona canoa/kayak 1999
I Campionati mondiali di maratona canoa/kayak 1999 sono stati la 7ª edizione della manifestazione. Si sono svolti a Győr, in Ungheria, il 31 agosto e il 1 settembre 1999.

## Medagliere
| Pos.   | Paese         | Oro | Argento | Bronzo | Totale |
| ------ | ------------- | --- | ------- | ------ | ------ |
| 1      | Ungheria      | 4   | 3       | 1      | 8      |
| 2      | Gran Bretagna | 2   | 0       | 0      | 2      |
| 3      | Polonia       | 0   | 1       | 1      | 2      |
| 4      | Spagna        | 0   | 1       | 0      | 1      |
| 4      | Rep. Ceca     | 0   | 1       | 0      | 1      |
| 6      | Danimarca     | 0   | 0       | 1      | 1      |
| 6      | Italia        | 0   | 0       | 1      | 1      |
| 6      | Paesi Bassi   | 0   | 0       | 1      | 1      |
| 6      | Svezia        | 0   | 0       | 1      | 1      |
| Totale | Totale        | 6   | 6       | 6      | 18     |

## Podi

### Uomini
| Evento | Oro                                   | Perform.    | Argento                                        | Perform.    | Bronzo                                         | Perform.    |
| Canoa  |                                       |             |                                                |             |                                                |             |
| C-1    | Pál Pétervári                         | 2h57'30"524 | Pavel Bednár                                   | 2h57'39"758 | Gabor Kolozsvari                               | 2h59'13"754 |
| C-2    | Ungheria Edvin Csabai Attila Györe    | 2h44'35"04  | Ungheria Bela Jakus Csaba Bittera              | 2h48'06"62  | Polonia Marcin Grzybowski Konrad Pyplacz       | 2h48'13"96  |
| K-1    | Ivan Lawler                           | 2h34'59"74  | Istvan Salga                                   | 2h35'00"77  | Edwin de Nijs                                  | 2h35'10"84  |
| K-2    | Ungheria Viktor Szakaly Attila Jambor | 2h24'52"88  | Spagna Jorge Alonso González Santiago Guerrero | 2h24'53"43  | Danimarca Thomas Christiansen Karsten Solgaard | 2h25'14"98  |

### Donne
| Evento | Oro                              | Perform.    | Argento                                     | Perform.    | Bronzo                                     | Perform.    |
| Canoa  |                                  |             |                                             |             |                                            |             |
| K-1    | Anna Hemmings                    | 2h48'13"96  | Kornelia Szonda                             | 2h49'00"05  | Elisabetta Introini                        | 2h49'45"82  |
| K-2    | Ungheria Andrea Pitz Renata Csay | 2h35'44"707 | Polonia Barbara Przybylska Marzena Michalak | 2h37'32"733 | Svezia Susanne Rosenqvist Lisen Augustsson | 2h42'00"838 |